# Miyombweni
Miyombweni ist ein Bezirk (Ward) des Distriktes Mbarali in der tansanischen Region Mbeya.

## Geografie
Miyombweni liegt im Südwesten von Tansania, der Bezirk grenzt an die Bezirke Igava, Madibira und Ipwani. Er hat eine Fläche von 463,8 Quadratkilometern und bei der Volkszählung 2022 lebten hier 14.543 Menschen in 2937 Haushalten.

## Gliederung
Der Bezirk besteht aus fünf Gemeinden (Mtaa) mit 19 Orten (Kitongoji):
| Magigiwe - Magigiwe A - Magigiwe B - Mkindi A - Mkindi B - Mnyelela | Mapogoro - Mapogoro A - Mapogoro B - Igubike - Ikulu A - Ikulu B | Mlungu - Mawe saba - Masangala - Mlungu | Myombweni - Azimio - Mabatini - Kichangani | Nyakazombe - Nyakazombe - Nyakazombe kati - Kinyangulu |

## Wirtschaft und Infrastruktur
Die wichtigsten wirtschaftlichen Aktivitäten sind Landwirtschaft und Gewerbe.
- Landwirtschaft: Rund 2000 Landwirte bauen hauptsächlich Reis, Mais, Sonnenblumen, Erdnüsse, Hülsenfrüchte und Maniok an. Das wichtigste Nutztier ist das Rind.[2]
- Bildung: Im Bezirk gibt es fünf Grundschulen und eine weiterführende Schule.[2] Diese staatliche Schule wurde 2014 gegründet und bildet Jugendliche bis zur 4. Stufe aus.[6]
- Gesundheit: In den drei Gemeinden Mlungu, Nyakazombe und Mapogoro gibt es je eine Apotheke.[2] Diese versorgen die Bevölkerung mit Medikamenten und ambulanten Diensten.[7][8][9] In Mapogoro gibt es außerdem ein Gesundheitszentrum, das auch kleine chirurgische Eingriffe durchführt.[10]